# 虎紋南鰍
虎紋南鰍（學名：Schistura tigrina）為輻鰭魚綱鯉形目條鰍科南鰍屬的其中一種。被IUCN列為瀕危保育類動物，分布於亞洲印度布拉瑪普特拉河流域，體長可達9.4公分，棲息在河川底層水域，生活習性不明。

## 扩展阅读
維基物種上的相關：虎紋南鰍